# Renault Symbol
Unter diversen, je nach Markt unterschiedlichen Namen, inzwischen zumeist als Renault Symbol, wurde von Renault zwischen 1999 und 2021 eine auf dem Renault Clio basierende Stufenheck-Version angeboten. Vertrieben wurde das Modell hauptsächlich in Nordafrika, dem Nahen Osten, der Türkei, Osteuropa sowie Nord- und Zentralamerika. Vereinzelt kamen auch Fahrzeuge in Frankreich und Deutschland in den Handel, hier war das Modell jedoch nie offiziell erhältlich. Als Vorgänger kann der von Ende 1974 bis Anfang 1983 produzierte Renault 7 betrachtet werden, der ebenfalls als Stufenheckversion auf dem damaligen Renault 5 aufbaute.

## Namen
In Argentinien wurde das Fahrzeug in der ersten Generation als Renault Clio GNC verkauft. In Brasilien war die Bezeichnung der dort gebauten Modelle zunächst Renault Clio Sedan, später als Renault Clio Classic. In Tunesien wählte man ebenfalls die Verkaufsbezeichnung Renault Clio Classic. In der Türkei und in Mexiko hieß der Wagen Renault Clio Symbol, in Peru und Venezuela war der Name auf Renault Symbol verkürzt. In Polen wurde der Wagen als Renault Thalia verkauft. Von der nigerianischen CFAO Group wird das Modell als Renault Clio Tricorps vermarktet.
Mit der zweiten Generation wurde die Zahl der Bezeichnungen deutlich reduziert. Der Beiname Clio ist dabei durchgehend entfallen. In Polen, Tschechien, Slowakei und Ungarn heißt er nach wie vor Thalia, genauer Thalia II. In allen anderen Ländern wird er jetzt als Renault Symbol vermarktet.
Auf den mittel- und südamerikanischen Märkten war ein eng verwandtes Modell von Frühjahr 2002 bis Mitte 2008 als Nissan Platina erhältlich.

## Geschichte
Das Fahrzeug basiert in seiner ersten Generation auf dem Renault Clio II. Produziert wurden die Modelle in Argentinien, Brasilien, Kolumbien, Mexiko, Türkei, Polen, Algerien und Nigeria. Wegen seines günstigen Preises und großen Kofferraumvolumens war das Modell vor allem in Schwellenländern beliebt.
Einheitlich fand auf allen Märkten im Frühjahr 2002 eine Modellpflege zur Clio-basierenden Phase II mit größeren Frontscheinwerfer und neuen Motoren statt. In Venezuela und Nigeria wird dieses Modell weiterhin produziert.
Auf allen anderen Märkten gibt es seit Sommer 2008 ein neues Modell, welches im Gegensatz zum Renault Clio III aber weiter auf der Renault A Plattform (X65) des Renault Clio II aufbaut. Anders als der Vorgänger erhielt der Symbol/Thalia der 2. Generation jedoch ein völlig eigenes Design.

## Modellübersicht

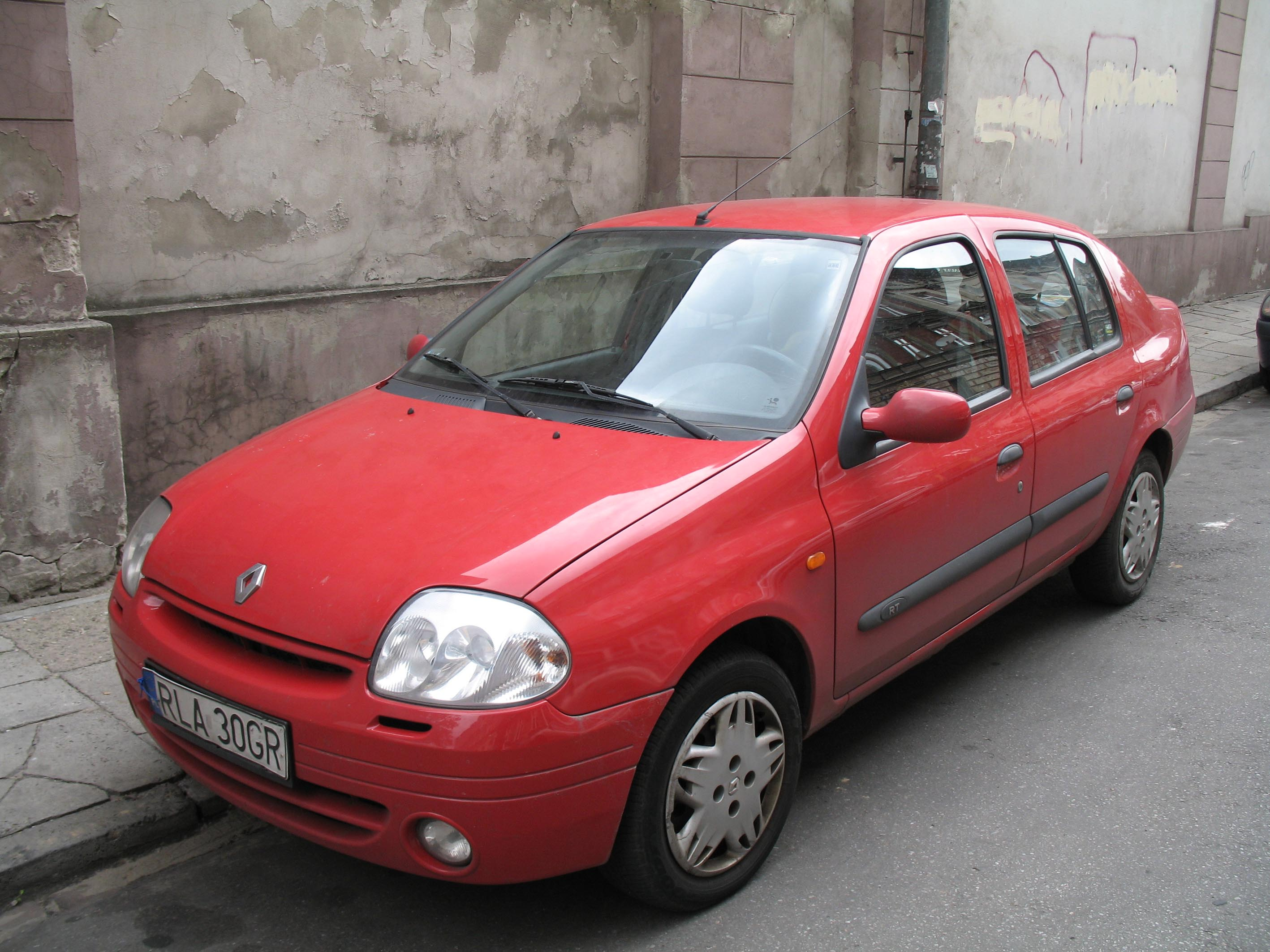
1. Generation 1999 bis 2002
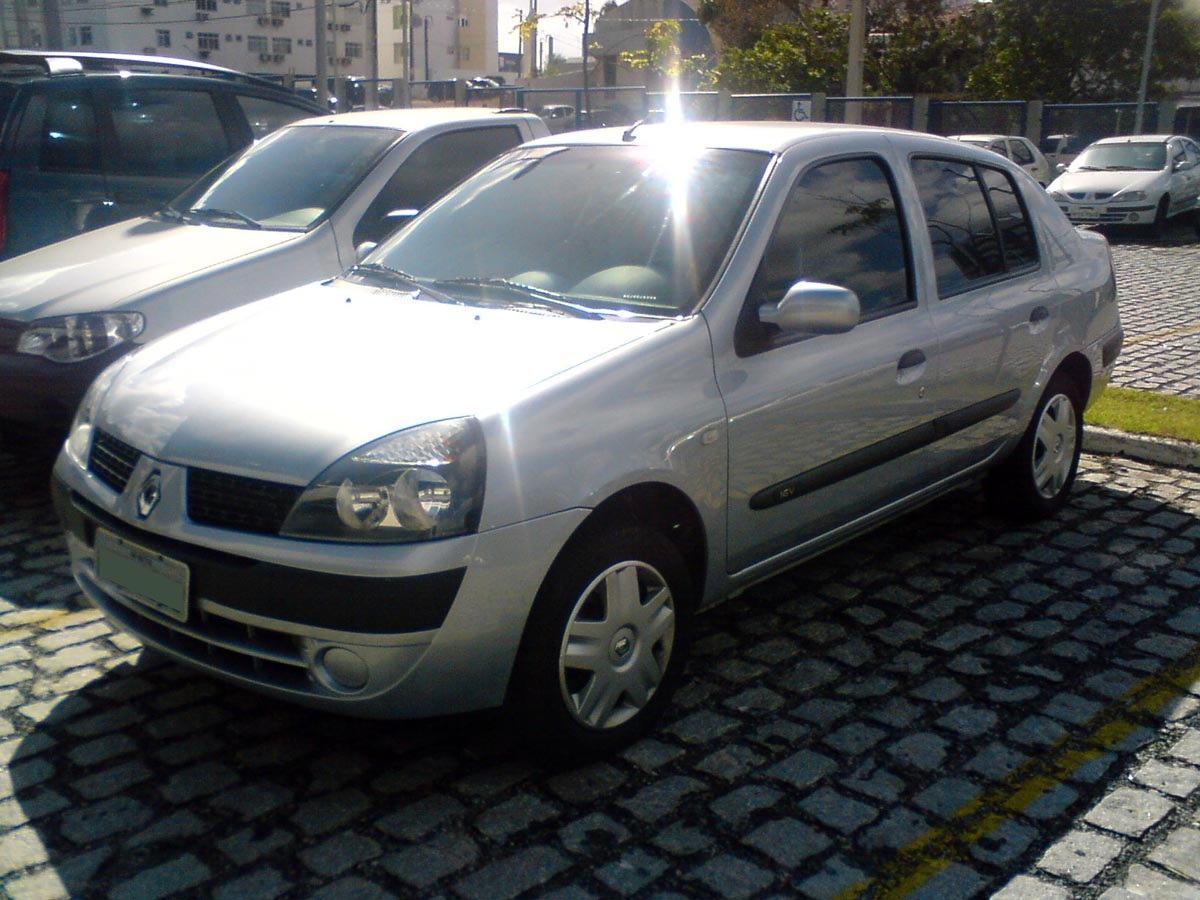
1. Generation Phase II 2002 bis 2008
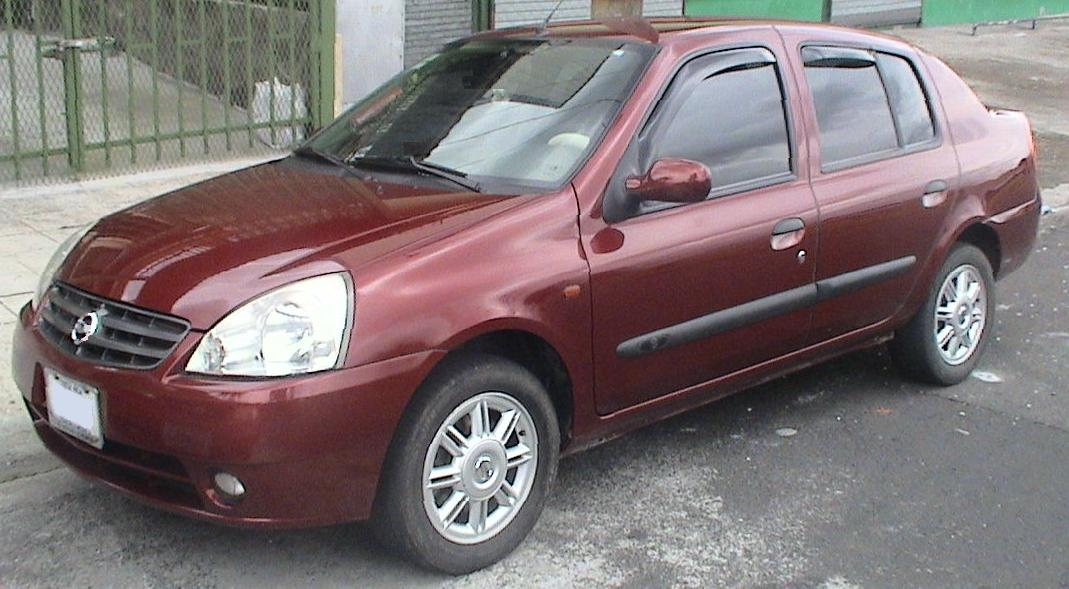
Nissan Platina
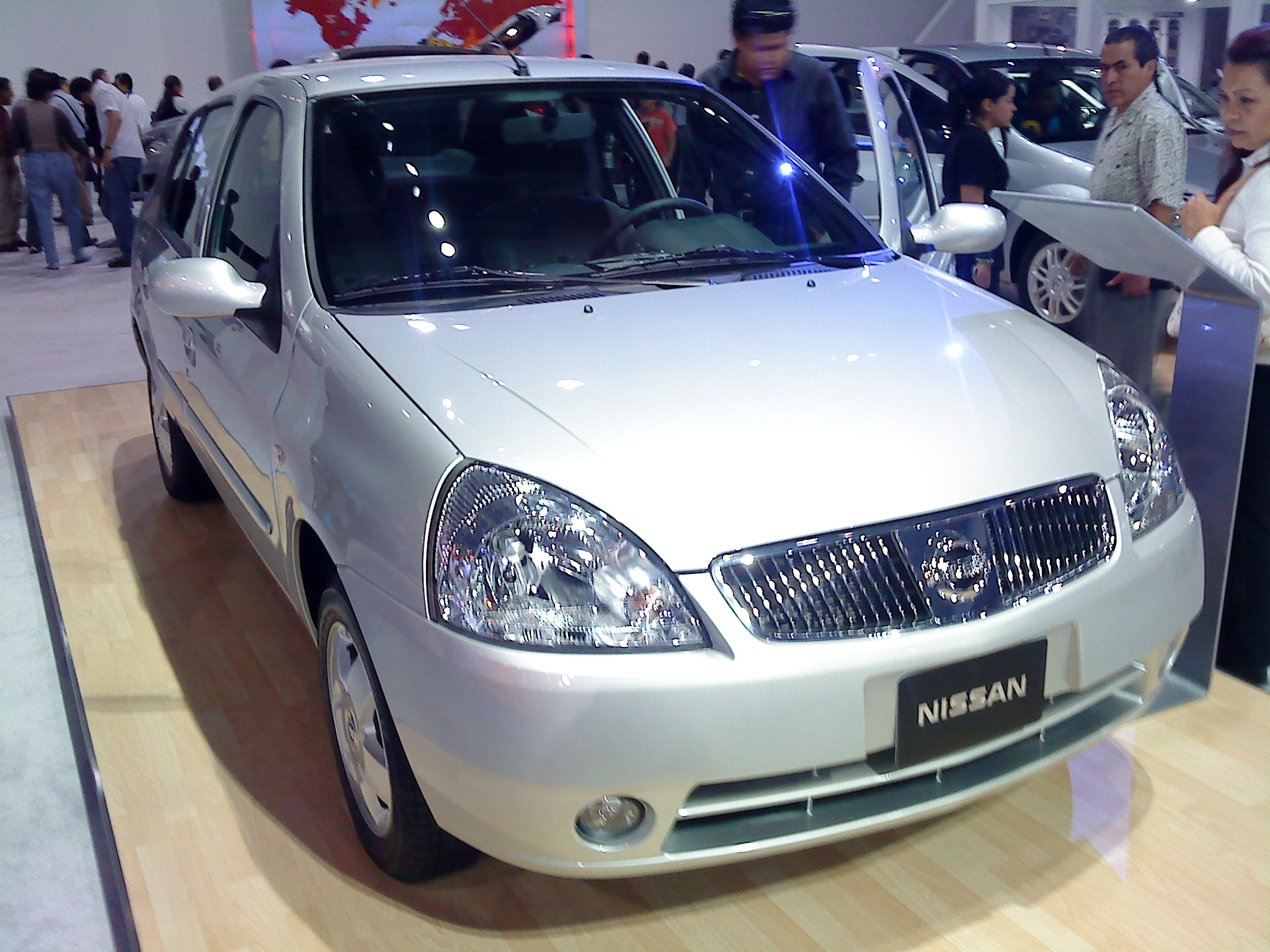
Nissan Platina mit Zubehör
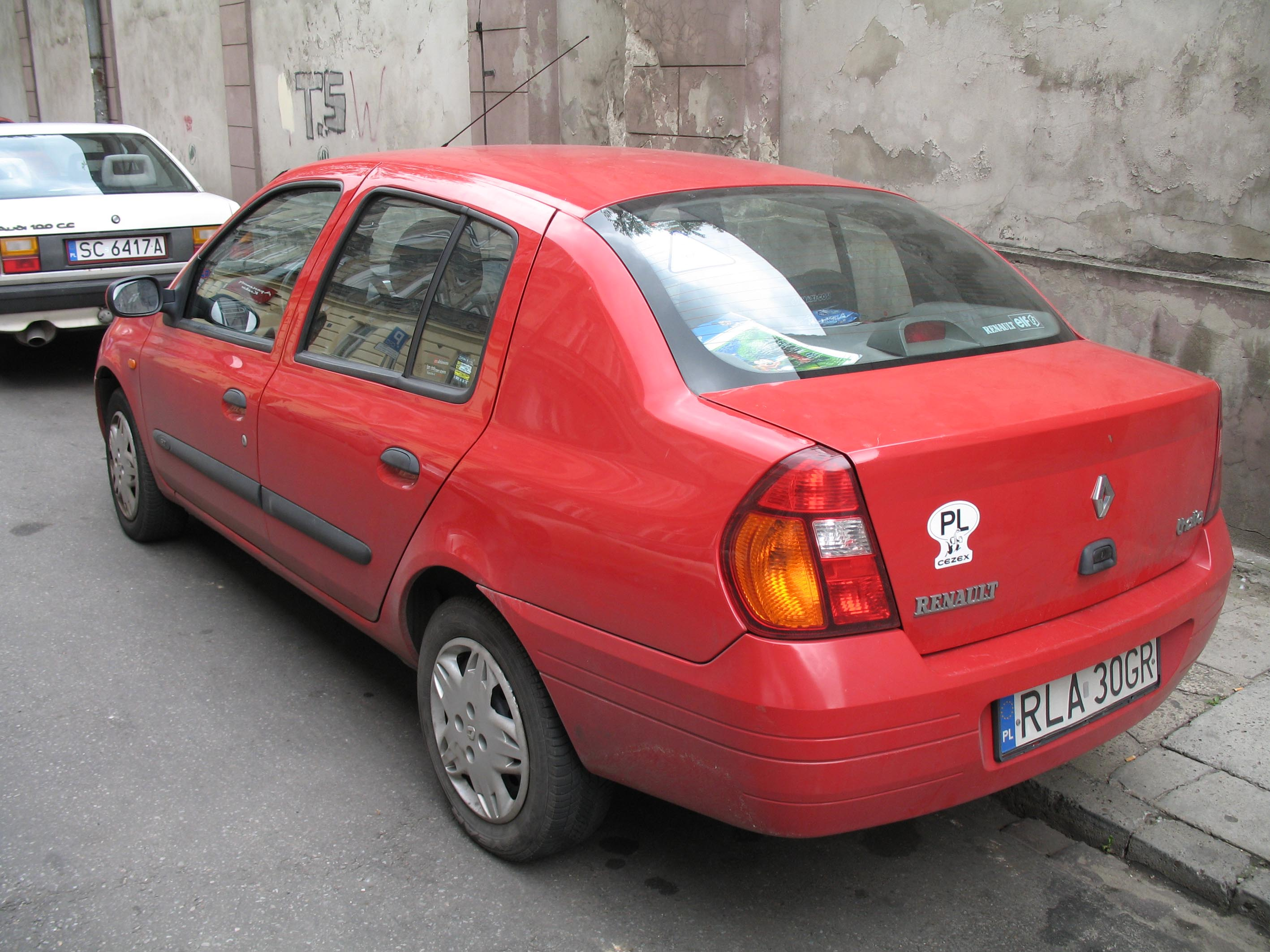
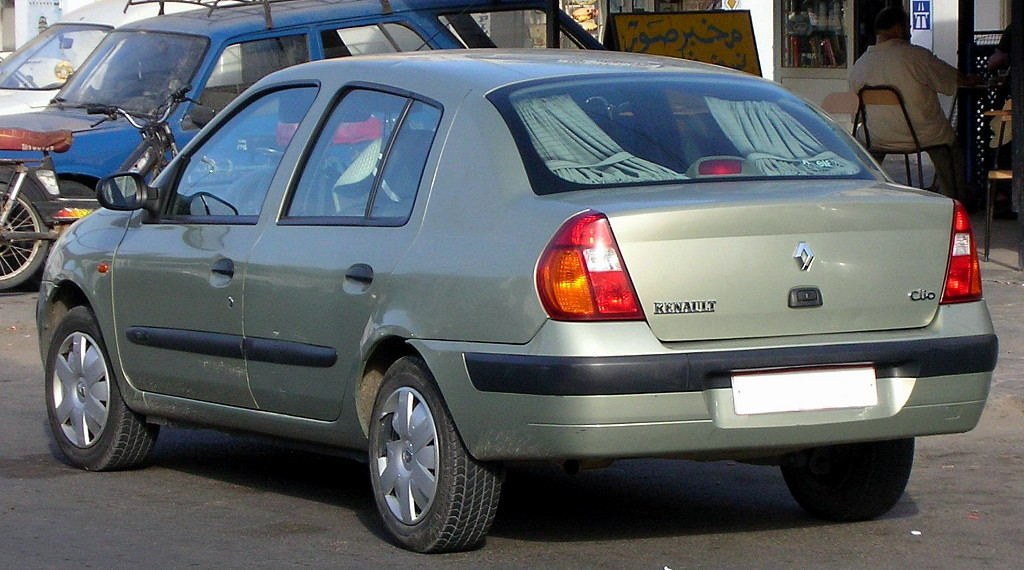
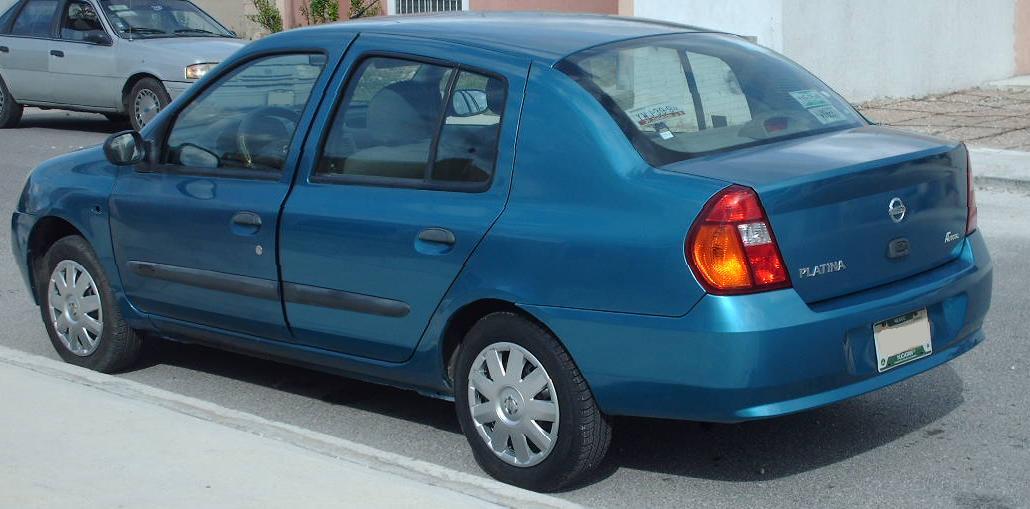
Nissan Platina Heckansicht
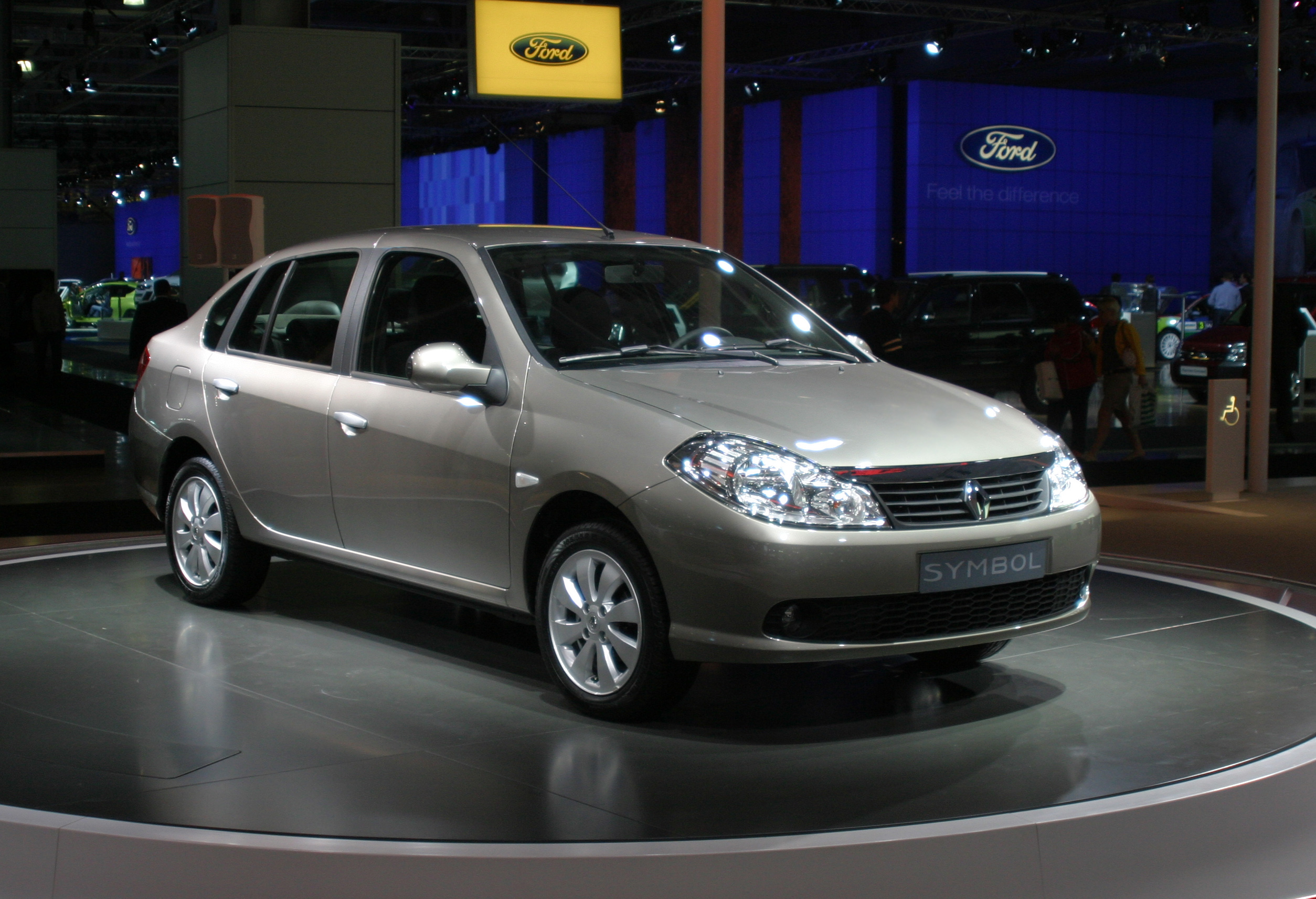
2. Generation 2008 bis 2013
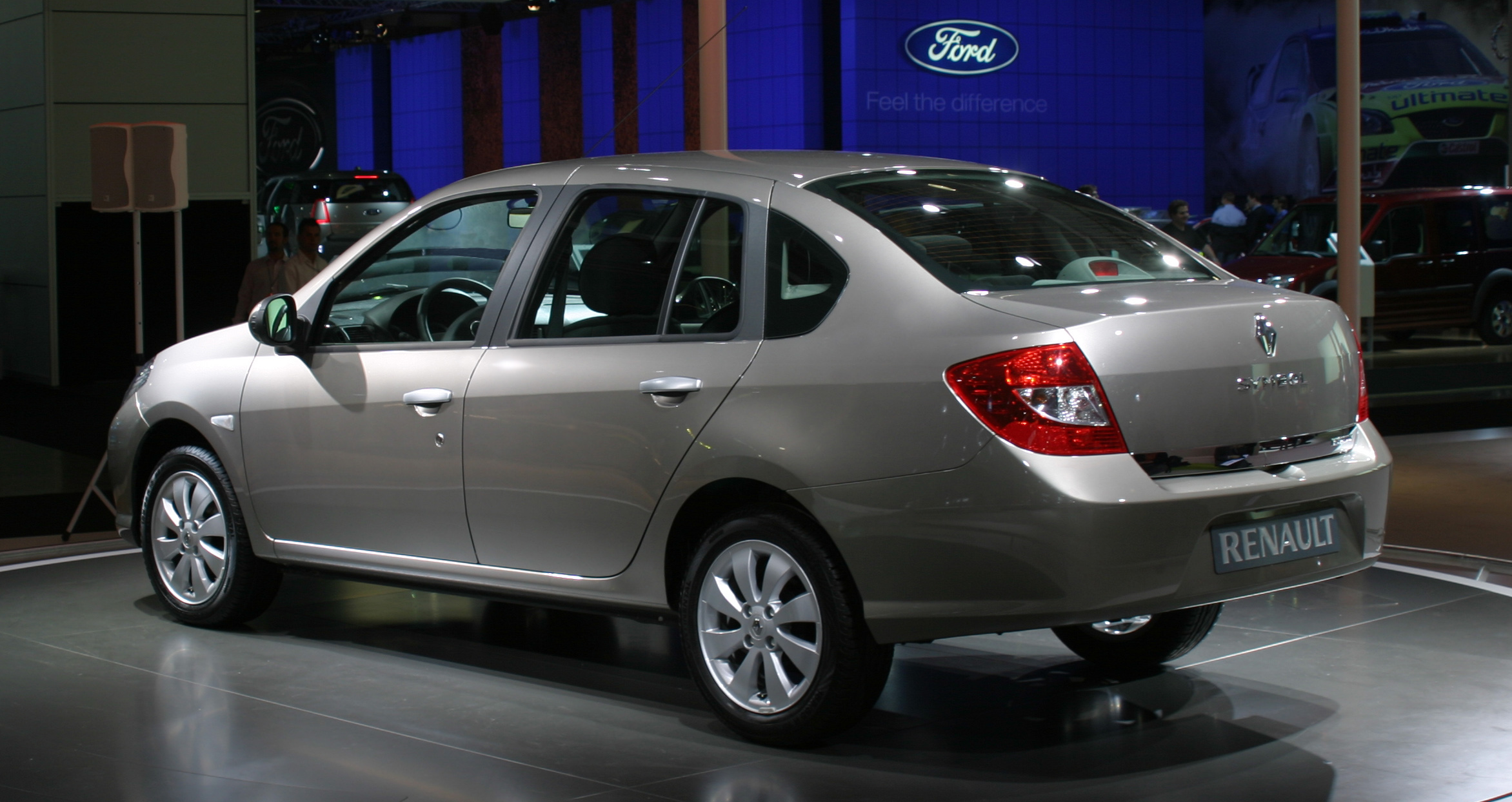
2. Generation Heckansicht

## 3. Generation (2013–2021)

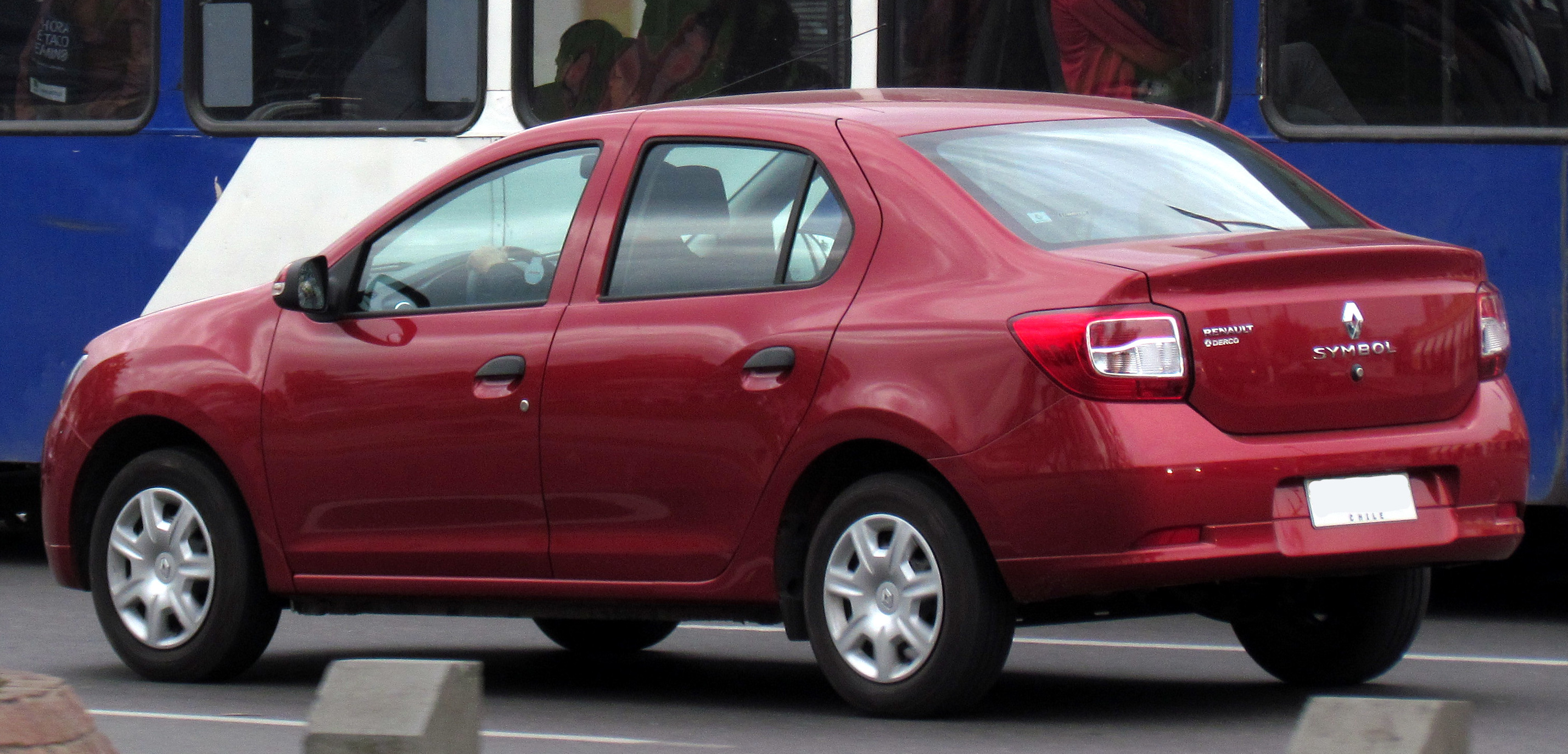
Heckansicht

Die dritte Generation des Renault Symbol wurde auf der  Istanbul Motor Show 2012 vorgestellt. Sie ist baugleich mit dem Dacia Logan und wurde in Bursa in der Türkei gebaut. Auf einigen Märkten wurde das Fahrzeug auch als Renault Logan verkauft. Abgelöst wurde die Baureihe 2021 durch den Renault Taliant, der ebenfalls auf dem Dacia Logan aufbaut.

### Technische Daten
|                                             | 0.9 TCe 90            | 1.0 SCe 75            | 1.2 16V               | 1.5 dCi                     | 1.5 dCi               |
| Bauzeitraum                                 | 2019–2021             | 2017–2019             | 2013–2017             | 2013–2019                   | 2019–2021             |
| Motorkenndaten                              |                       |                       |                       |                             |                       |
| Motortyp                                    | R3-Ottomotor          | R3-Ottomotor          | R4-Ottomotor          | R4-Dieselmotor              | R4-Dieselmotor        |
| Hubraum                                     | 899 cm³               | 999 cm³               | 1149 cm³              | 1461 cm³                    | 1461 cm³              |
| max. Leistung bei min−1                     | 66 kW (90 PS) / 5000  | 54 kW (73 PS) / 6300  | 55 kW (75 PS) / 5500  | 66 kW (90 PS) / 3750        | 70 kW (95 PS) / 3750  |
| max. Drehmoment bei min−1                   | 140 Nm / 2250         | 97 Nm / 3500          | 107 Nm / 4250         | 220 Nm / 1750               | 220 Nm / 1750         |
| Kraftübertragung                            |                       |                       |                       |                             |                       |
| Antrieb                                     | Vorderradantrieb      | Vorderradantrieb      | Vorderradantrieb      | Vorderradantrieb            | Vorderradantrieb      |
| Getriebe, serienmäßig                       | 5-Gang-Schaltgetriebe | 5-Gang-Schaltgetriebe | 5-Gang-Schaltgetriebe | 5-Gang-Schaltgetriebe       | 5-Gang-Schaltgetriebe |
| Getriebe, optional                          | —                     | —                     | —                     | [6-Gang-Automatikgetriebe]  | —                     |
| Messwerte                                   |                       |                       |                       |                             |                       |
| Höchstgeschwindigkeit                       | 175 km/h              | 151 km/h              | 156 km/h              | 167 km/h [166 km/h]         | 179 km/h              |
| Beschleunigung, 0–100 km/h                  | 11,1 s                | 14,5 s                | 14,5 s                | 11,9 s [12,1 s]             | 11,9 s                |
| Kraftstoffverbrauch auf 100 km (kombiniert) | 5,3–5,4 l Super       | 5,4 l Super           | 6,0 l Super           | 3,6 l Diesel [3,7 l Diesel] | 3,6–3,8 l Diesel      |
| CO2-Emissionen (kombiniert)                 | 120–122 g/km          | 120 g/km              | 140 g/km              | 93 g/km [95 g/km]           | 96–101 g/km           |
| Tankinhalt                                  | 50 l                  | 50 l                  | 50 l                  | 50 l                        | 50 l                  |